# Shelfordites
Shelfordites is een geslacht van rechtvleugeligen uit de familie Lentulidae. De wetenschappelijke naam van dit geslacht is voor het eerst geldig gepubliceerd in 1910 door Heinrich Hugo Karny. De naam is een eerbetoon aan de Britse entomoloog Robert Walter Campbell Shelford.

## Soorten
Het geslacht Shelfordites omvat de volgende soorten:
- Shelfordites aberrans Karny, 1910
- Shelfordites nanus Uvarov, 1925